# Nieuwe Kerk (Hoogzand van Oostermeer)
De Nieuwe Kerk van het Hoogzand van Oostermeer is een in 1868 in eclectische stijl gebouwd kerkgebouw in Hoogzand in de Nederlandse provincie Friesland.

## Geschiedenis
In de tweede helft van de 19e eeuw werd oude kerk van het Hoogzand van Oostermeer vanwege zijn bouwvallige staat afgebroken. De toren van de oude kerk bleef gespaard. Circa 400 meter zuidelijker aan de Torenlaan werd in 1868 een nieuwe kerk gebouwd. In die tijd was Willem Haiko Groeneveld Harders predikant van de hervormde gemeente Oostermeer. De in eclectische stijl gebouwde kerk was een ontwerp van de architect R. Kielstra. De Dokkumer aannemer K.F. Ozinga bouwde de kerk. In 1894 werd de toren vernieuwd. De kerk is erkend als rijksmonument, evenals het naastgelegen verenigingsgebouw en de tegenovergelegen pastorie .
Het interieur werd in de vijftiger jaren van de 20e eeuw vernieuwd. Van het oude interieur zijn onder meer de rouwborden en het orgel, in 1888 gebouwd door Johan Frederik Kruse, bewaard gebleven.